# Oscar Højlund
Oscar Winther Højlund (Kopenhagen, 4 januari 2005) is een Deens voetballer die bij voorkeur als middenvelder speelt. Hij verruilde FC Kopenhagen, waar hij zijn debuut maakte in het profvoetbal, in de zomer van 2024 voor Eintracht Frankfurt. Hij is de broer van Rasmus Højlund.

## Clubcarrière

### FC Kopenhagen
Højlund komt uit een voetbalgezin: zijn vader Anders speelde voor Boldklubben, terwijl ook zijn tweelingbroer Emil en zijn oudere broer Rasmus Højlund het profvoetbal ingingen. Højlund begon met voetballen bij Hørsholm-Usserød, een club die banden heeft met FC Kopenhagen. Samen met zijn broer Emil ging hij als 13-jarige voetballen in de jeugdopleiding van FC Kopenhagen. Op 22 juli maakte hij zijn debuut in een Superligaen-wedstrijd met Lyngby BK. Hij viel een minuut voor tijd in, samen met zijn broer Emil. Op 20 september maakte hij als invaller zijn debuut in de Champions League tegen Galatasaray. In zijn eerste seizoen in het clubvoetbal kwam hij tot 23 wedstrijden.

### Eintracht Frankfurt
Op 10 juli 2024 maakte Eintracht Frankfurt bekend dat het Højlund voor vijf jaar had overgenomen van FC Kopenhagen. Hij kostte de Duitse club zo'n 1,35 miljoen euro en hij ging spelen met rugnummer 6. Op 19 augustus maakte hij in de DFB-Pokal tegen Eintracht Braunschweig zijn debuut voor Eintracht. Vijf dagen later maakte hij ook zijn debuut in de Bundesliga tegen Borussia Dortmund, maar op training die week brak hij zijn middenvoetsbeentje, waardoor hij er drie maanden uitlag. Op 1 december maakte hij tegen Heidenheim zijn rentree. Op 17 januari 2025 scoorde hij in een 2-0 overwinning op Borussia Dortmund zijn eerste doelpunt voor de club. Hij eindigde met Eintracht derde in de Bundesliga, waarmee deelname aan de Champions League werd afgedwongen.  

## Clubstatistieken
| Seizoen | Club                | Competitie  | Competitie | Competitie | Beker | Beker | Internationaal | Internationaal | Totaal | Totaal |
| Seizoen | Club                | Competitie  | Wed.       | Dlp.       | Wed.  | Dlp.  | Wed.           | Dlp.           | Wed.   | Dlp.   |
| ------- | ------------------- | ----------- | ---------- | ---------- | ----- | ----- | -------------- | -------------- | ------ | ------ |
| 2023/24 | FC Kopenhagen       | Superligaen | 11         | 0          | 4     | 0     | 8              | 0              | 23     | 0      |
| 2024/25 | Eintracht Frankfurt | Bundesliga  | 20         | 1          | 2     | 0     | —              | —              | 22     | 1      |
| 2025/26 | Eintracht Frankfurt | Bundesliga  | 0          | 0          | 1     | 0     | 0              | 0              | 1      | 0      |
| Totaal  | Totaal              | Totaal      | 31         | 1          | 7     | 0     | 8              | 0              | 46     | 1      |

Bijgewerkt tot en met 20 augustus 2025.

## Interlandcarrière
Højlund speelde interlands voor de jeugdelftallen van Denemarken onder 17, onder 18 en onder 19.